# Kanton Virieu-le-Grand
Kanton Virieu-le-Grand (fr. Canton de Virieu-le-Grand) byl francouzský kanton v departementu Ain v regionu Rhône-Alpes. Skládal se ze 13 obcí. Zrušen byl po reformě kantonů 2014.

## Obce kantonu
- Armix
- La Burbanche
- Ceyzérieu
- Cheignieu-la-Balme
- Contrevoz
- Cuzieu
- Flaxieu
- Marignieu
- Pugieu
- Rossillon
- Saint-Martin-de-Bavel
- Virieu-le-Grand
- Vongnes